# Палкі втікачки
«Палкі втікачки» (англ. Hot Pursuit) — американська комедія 2015 року режисера і сценариста Енн Флетчер. У головних ролях — Різ Візерспун і Софія Вергара. Світова прем'єра відбулася 1 травня 2015, в Україні — 18 червня.

## Сюжет
Роуз Купер — офіцер поліції у Сан-Антоніо, самозабутньо віддана своїй роботі. Їй доручають привезти на суд свідка — дружину мафіозі Даніеллу Ріва. Їхній шлях лежить через весь Техас — до Далласа, де на суді Даніелла і її чоловік мають дати свідчення проти визначного наркобарона. На перший погляд просте завдання йде не за планом з самого початку. Роуз мусить рятувати підопічну від кілерів Вісенте Кортеса, якому необхідно прибрати чергового свідка.

## У ролях
| Актор             | Роль                     |
| ----------------- | ------------------------ |
| Різ Візерспун     | офіцер Роуз Купер        |
| Софія Вергара     | Даніелла Ріва            |
| Меттью Дель Негро | детектив Гаузер          |
| Майкл Мослі       | детектив Діксон          |
| Річард Т. Джонс   | помічник маршала Джексон |
| Роберт Казінскі   | Ренді                    |
| Джон Керролл Лінч | капітан Емметт           |
| Хоакін Косіо      | Вісенте Кортес           |
| Джим Геффіган     | Ред                      |
| Майк Бірбіглія    | Стів                     |
| Вінсент Лареска   | Феліпе Ріва              |
| Девід Дженсен     | Вейн                     |

## Зйомки
Зйомки картини почалися в травні 2014 року в Новому Орлеані і тривали два місяці.

## Критика
Фільм був несхвально зустрічений критиками. Згідно з даними ресурсу Rotten Tomatoes, рейтинг «Палких втікачок» 7 %. Дані ґрунтуються на матеріалах 152 рецензій з середніми оцінками 3.2/10. Остаточна характеристика, дана «Гнилими помідорами»: «Верескливий і несмішний, цей фільм спартолено начебто з метою продемонструвати премилу зіграність дивної парочки Візерспун-Вергара». Згідно з даними Metacritic, фільм набрав 31 очок з 100: відповідно до оцінок 36 критиків, показуючи «в цілому несприятливі відгуки». Відповідно до CinemaScore, публіка прийняла «Палких втікачок» на «C+» за шкалою від A+ до F.

## Цікаві факти
- Робоча назва фільму — «Не зв'язувайтеся з Техасом» («Don't Mess with Texas»)[11].